# Peter Kreeft
Peter John Kreeft (né 1937) est un philosophe américain.
Professeur au Boston College et The King's College. Auteur des nombreux livres sur le christianisme. Il a formulé avec Ronald K. Tacelli Vingt arguments pour l'existence du Dieu. Il est un catholique inspiré par saint Thomas d'Aquin.

## Publications

### Ouvrages en français
- Pourquoi Dieu nous fait-il souffrir, éd. Paulines, 1993, 247 p.  (ISBN 9782890395930).
- Le voyage : itinéraire spirituel pour pèlerin moderne, éd. Farel, 1998, 118 p.  (ISBN 978-2863142059).
- Un dialogue entre le Ciel et l'Enfer, éd. Farel, 2005, 128 p.  (ISBN 978-2863141953).
- La foi catholique (préf. Mario Saint-Pierre), Paris, éd. Néhémie, 2014, 624 p.  (ISBN 978-2924135013).

### Ouvrages en anglais
- (en) Love is stronger than death, 1979.
- (en) Between Heaven and Hell (en) (1982) — A Dialog with John F. Kennedy, C. S. Lewis, and Aldous Huxley
- (en) The Unaborted Socrates (1983) — Socratic dialogue on abortion
- (en) The Best Things in Life: (1984) — Twelve Socratic dialogues on modern life
- (en) Yes or No? (1984) — Straight Answers to Tough Questions about Christianity
- (en) Making Sense Out of Suffering (1986)
- (en) Fundamentals of the Faith, Essays in Christian Apologetics (1988)
- (en) Heaven, the Heart's Deepest Longing (1989)
- (en) Everything You Ever Wanted To Know About Heaven... But Never Dreamed of Asking (1990)
- (en) Making Choices: Practical Wisdom for Everyday Moral Decisions (1990)
- (en) Summa of the Summa (1990) — Summa Theologica edited and explained for beginners
- (en) Three Philosophies of Life (1990) — Ecclesiastes (life as vanity), Job (life as suffering), Song of Songs (life as love)
- (en) Prayer: The Great Conversation (1991) — Straight answers to tough questions
- (en) Back to Virtue (1992) — Reprint of For Heaven's Sake: The Rewards of the Virtuous Life (1986)
- (en) Shorter Summa (1993) — Shorter version of Kreeft's Summa of the Summa
- (en) Christianity for Modern Pagans: Pascal's Pensees (1993)
- (en) Your Questions, God's Answers (1994) — Solid responses for Catholic teens
- (en) Handbook of Christian Apologetics (with Ronald K. Tacelli) (1994)
- (en) C. S. Lewis for the Third Millennium (1994) — Six essays on Lewis' Abolition of Man
- (en) Shadow-Lands of C.S. Lewis: The Man Behind the Movie (1994)
- (en) Handbook of Christian Apologetics (Pocket Version) (1994)
- (en) The Angel and the Ants: Bringing Heaven Closer to Your Daily Life (1994)
- (en) Talking to Your Children About Being Catholic (1995) — A treasure trove of ideas
- (en) Angels (and Demons): What Do We Really Know About Them? (1995)
- (en) Ecumenical Jihad: Ecumenism and the Culture Wars (1996)
- (en) The Journey A Spiritual Roadmap For Modern Pilgrims (1996)
- (en) The Snakebite Letters Devious Secrets for Subverting Society (1998)
- (en) Refutation of Moral Relativism — Dialogues between a relativist and absolutist (1999)
- (en) Prayer for Beginners (2000)
- (en) Catholic Christianity (2001)
- (en) Socrates Meets Jesus (1987/2002)— Socratic dialogue with students of Harvard University's Divinity School
- (en) How to Win the Culture War: A Christian Battle Plan for a Society in Crisis (2002)
- (en) Celebrating Middle Earth: Lord of the Rings (2002) — On western civilization
- (en) Three Approaches to Abortion (2002)
- (en) Philosophy 101 by Socrates (2002) — An introduction to philosophy via Plato's Apology
- (en) Socrates Meets Machiavelli (2003) — Socratic dialogue between Socrates and Machiavelli
- (en) Socrates Meets Marx (2003) — Socratic dialogue between Socrates and Karl Marx
- (en) The God Who Loves You (2004)
- (en) Socratic Logic (2005) — A textbook on classical logic
- (en) You Can Understand the Bible (2005) — a combination of his previous books You Can Understand the Old Testament: A Book-by-Book Guide for Catholics (1990) and Reading and Praying the New Testament: A Book-by-Book Guide for Catholics (1992)
- (en) Socrates Meets Sartre: Father Of Philosophy Meets The Founder of Existentialism (2005) — Socrates and Jean-Paul Sartre
- (en) The Philosophy of Tolkien: The Worldview Behind "The Lord of the Rings" (2005)
- (en) The Sea Within (2006)
- (en) Socrates Meets Descartes (2007) — The Father of Philosophy Analyzes the Father of Modern Philosophy's Discourse on Method
- (en) The Philosophy of Jesus (2007) — On the wisdom of Jesus
- (en) Pocket Guide to the Meaning of Life (2007)
- (en) Before I Go (2007) — Letters to Children About What Really Matters
- (en) I Surf Therefore I Am (2008) — An exploration of Surfing
- (en) Because God Is Real: Sixteen Questions, One Answer (2008)
- (en) Jesus-Shock (2008)
- (en) Socrates Meets Kant (2009) — The Father of Philosophy Meets His Most Influential Modern Child
- (en) If Einstein Had Been a Surfer (2009) — A Philosophy of Surfing
- (en) Between Allah & Jesus: what Christians Can Learn from Muslims (2010)
- (en) Socrates Meets Hume (2010) — The Father of Philosophy Meets the Father of Modern Skepticism
- (en) An Ocean Full of Angels (2011)
- (en) Summa Philosophica (2012) — 110 Key Questions in Philosophy
- (en) Jacob's Ladder (2013) — Ten Steps to Truth
- (en) Charisms: Visions, Tongues, Healing, etc. (feat. Dave Nevins) (2013) — catalysts to "two-way" interactive prayer
- (en) Socrates Meets Kierkegaard (2014) — Questions the founder of Christian existentialism
- (en) 52 Big Ideas (2020) — From 32 Great Minds
- (en) Practical Theology (2014) — Spiritual Direction from Aquinas
- (en) Letters to an Atheist (2014) — Wrestling with Faith
- (en) The Philosopher's Bench (2015)(DVD) — Catholic philosophers Peter Kreeft and Thomas Howard bring philosophy to the 'man in the street'
- (en) I Burned for Your Peace: Augustine's Confessions Unpacked (2016) — Snippets and commentary from one of the most beloved books in the world
- (en) How to Be Holy (2016) — First Steps in Becoming a Saint
- (en) Catholics and Protestants (2017) — What Can We Learn from Each Other?
- (en) Between One Faith and Another (2017) — Engaging Conversations on the World's Great Religions
- (en) Forty Reasons I am a Catholic (2018)
- (en) Doors in the Walls of the World (2018) — Signs of Transcendence in the Human Story
- (en) The Platonic Tradition (2018) 8 lectures "for beginners" on the essence of the Platonic tradition throughout philosophical history
- (en) Socrates' Children, 4 vols. (2019) — The 100 Greatest Philosophers